# Franciszek Gwiazda
Franciszek Gwiazda, ps. Bąk (ur. 29 stycznia 1891 w Strzemieszycach, zm. 12 lipca 1960 w Opolu) – działacz socjalistyczny, komunistyczny i związkowy, prezydent Będzina (1946–1948) i Opola (1948–1949).

## Życiorys
Ukończył 2-klasową szkołę kolejową, od 1905 był praktykantem w zawodzie ślusarskim w Sosnowcu, od 1908 pracownik Nadwiślańskiej Kolei Żelaznej w Strzemieszycach. Wstąpił do PPS, za co na 3 miesiące został aresztowany. Latem 1914 ewakuowany do Besarabii, w 1918 wrócił do Strzemieszyc, gdzie został maszynistą na kolei. Działacz Związku Zawodowego Kolejarzy (ZZK), latem 1919 wybrany do Zarządu Głównego (ZG) tego Związku i do Wydziału Wykonawczego. W 1920 wstąpił do KPRP, w której działał do jej rozwiązania w 1938. W styczniu 1921 był współorganizatorem strajku kolejarzy, za co został zwolniony z pracy, 1921–1922 był funkcjonariuszem Wydziału Kolejowego KC KPRP. Od 1923 był współwłaścicielem niewielkiego przedsiębiorstwa handlu węglem w Strzemieszycach. 1936–1938 członek Komitetu Okręgowego (KO) KPP Zagłębia Dąbrowskiego. Podczas okupacji był maszynistą kolejowym, od 1942 działacz PPR, członek Komitetu Podokręgowego PPR w Strzemieszycach i KO PPR Zagłębia Dąbrowskiego. Od sierpnia 1944 członek konspiracyjnej Rady Narodowej powiatu będzińskiego. Od 3 II 1945 terenowy pełnomocnik Rządu Tymczasowego. 1945–1946 wiceprzewodniczący PRN w Będzinie i wicestarosta będziński. W latach 1946–1948 był prezydentem Będzina, a w latach 1948–1949 – Opola. Od 1949 do 1951 dyrektor Zakładów Naprawczych Taboru Kolejowego w Opolu. 1952–1958 wicedyrektor Zakładów Naprawczych Taboru Kolejowego w Radomiu, następnie przeszedł na rentę dla zasłużonych.

## Ordery i odznaczenia
- Order Sztandaru Pracy II klasy
- Złoty Krzyż Zasługi (18 stycznia 1946)[2]